# Sinfonía n.º 9 (Dvořák)

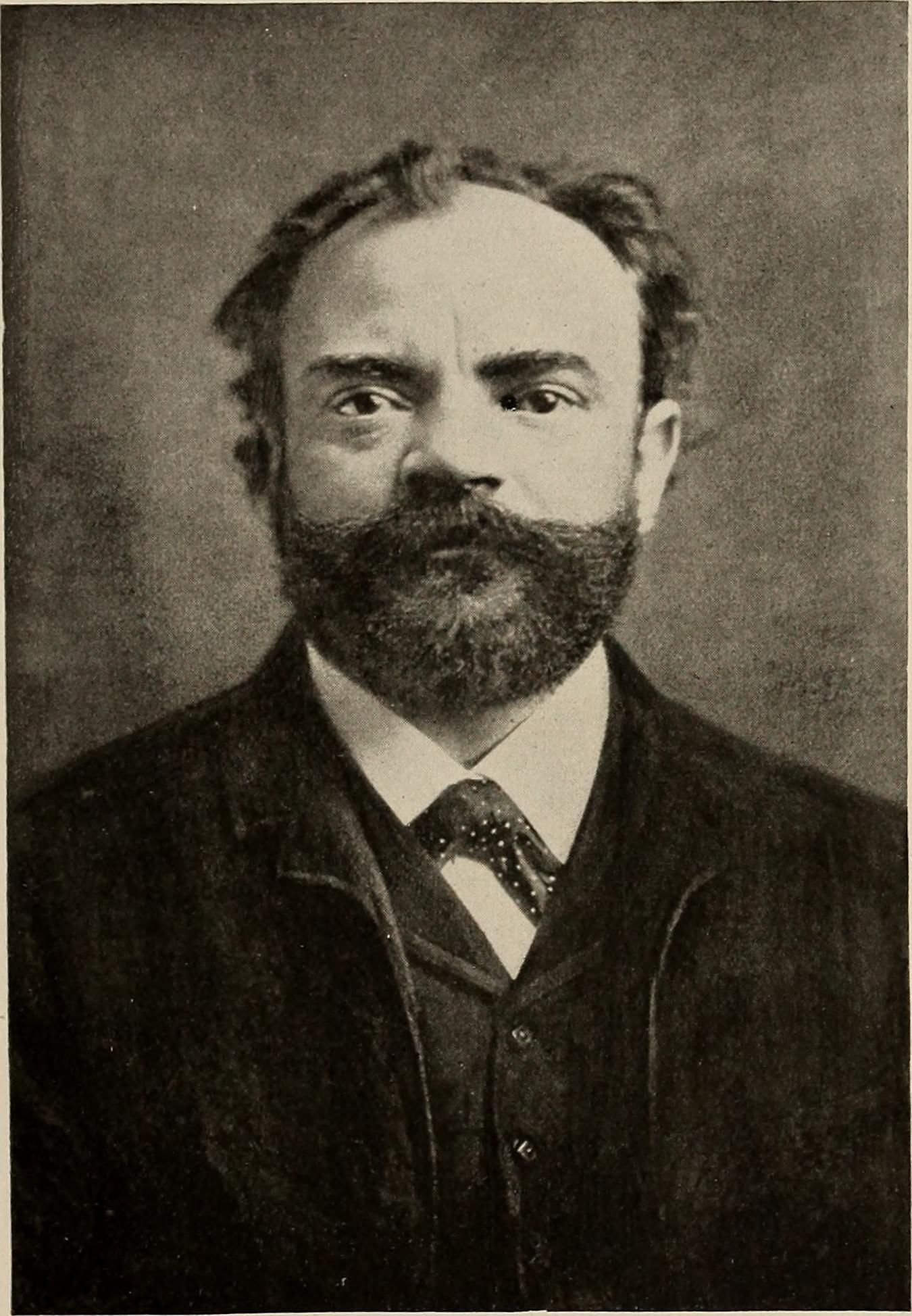
Dvořák en 1892.

La Sinfonía n.º 9 en mi menor, Op. 95 / B. 178, subtitulada Del Nuevo Mundo o Desde el Nuevo Mundo (en checo: Novosvětská o Z Nového světa), fue compuesta por Antonín Dvořák en 1893 durante su estancia en Estados Unidos. Es la más conocida de las nueve sinfonías escritas por el maestro checo.

## Historia

### Contexto
En junio de 1891 Jeanette Thurber, fundadora del Conservatorio Nacional de Música de América en Nueva York, ofreció a Dvořák la dirección de este centro en condiciones muy favorables. Por eso, en septiembre de 1892, el compositor se trasladó a Estados Unidos, donde residiría hasta 1895. 

### Composición

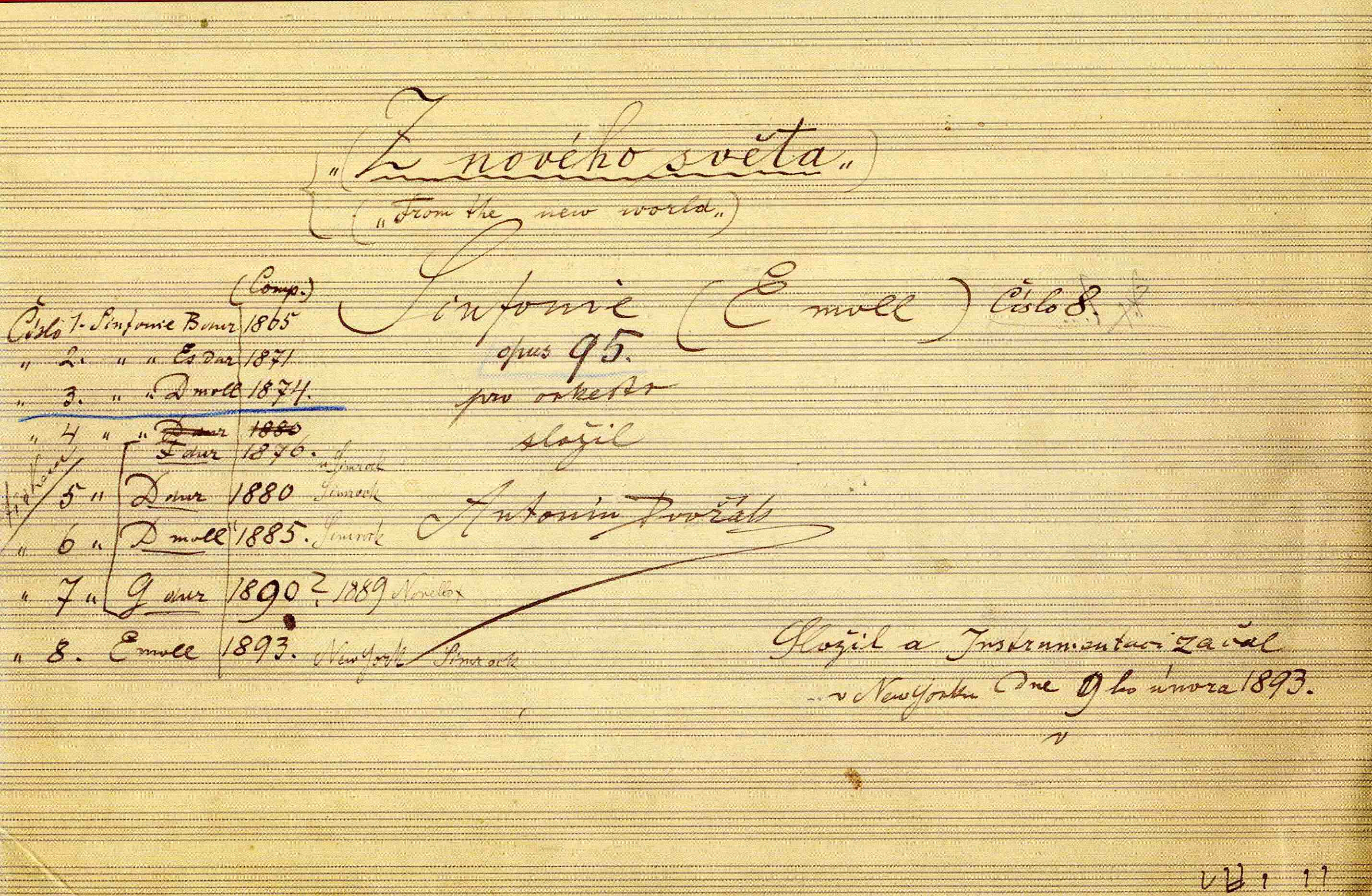
Portada de la partitura autógrafa.

La composición de este opus se desarrolló entre el 10 de enero y el 24 de mayo de 1893, cuando el compositor tenía 52 años. Obviamente esta sinfonía tiene una gran relación con su subtítulo, aunque este no suele traducirse correctamente ya que en realidad es «Sinfonía desde el nuevo mundo». Se trata de una referencia que hace Dvořák hacia la antigua Europa demostrando una evolución y reflejada en el último acorde de la sinfonía que termina decreciendo hasta piano haciendo así referencia al título, alejándose de la vieja Europa.
La pieza fue escrita durante el primer año de estancia del compositor en Estados Unidos. En esa época de su carrera se había dado un conjunto ideal de circunstancias: una fuerte impresión de su nuevo entorno, su independencia financiera, la sensación de su papel como "embajador" de la música checa y su ambición de no defraudar las expectativas. Todo ello hizo que el compositor se encontrara en el apogeo de su energía creativa y contribuyó a la génesis de una obra de calidad excepcional. La sinfonía iba a demostrar la teoría del compositor sobre la posibilidad de utilizar elementos típicos de la música afroamericana y nativa americana como base de una escuela nacional de composición americana que, de hecho, no existía entonces. Dvořák estaba interesado en música americana nativa y los espirituales negros que escuchó en Estados Unidos y en este sentido declaró:

«Estoy convencido de que el futuro de la música en este país debe basarse en lo que se llama negro melodies. Estas pueden ser el fundamento de una escuela seria y original de composición, a desarrollar en los Estados Unidos. Estos hermosos y variados temas son producto de la tierra. Son las canciones folclóricas de Estados Unidos y los compositores estadounidenses deben recurrir a ellas.»

La teoría de Dvořák acerca de la escuela nacional americana provocó furor en periódicos y revistas estadounidenses y europeos, y una serie de eminentes autoridades en música expresaron sus propias opiniones: Anton Bruckner, Hans Richter, Arthur Rubinstein, Joseph Joachim y Anton Seidl, entre otros. Varios de ellos rechazaron la idea por completo. Quizás también porque Dvořák había sido tergiversado ya que su intención no era tomar melodías existentes y forjarlas en nuevas obras, como a veces se sugería. Según recuerda Josef Kovařík, estas reacciones no sorprendieron al músico checo en lo más mínimo: «Ante todos estos artículos, el maestro permaneció impasible y sereno, y no hizo ningún intento de modificar su declaración sobre la música americana. Lo único que dijo fue: ‘¿Entonces estos señores creen que es imposible? Bueno, ¡ya veremos!'»
Un día antes del estreno, en un artículo publicado en el New York Herald el 15 de diciembre de 1893, Dvořák explicó la influencia de la música nativa americana en la obra:

«En realidad no he utilizado ninguna de las melodías de los nativos americanos. Simplemente he escrito temas originales que incorporan las peculiaridades de la música indígena y usando estos temas como sujetos, los he desarrollado con todos los recursos del ritmo, el contrapunto y el color orquestal modernos.»

En el mismo artículo afirmó que veía en el segundo movimiento un estudio para un trabajo posterior, quizá una cantata o una ópera que estarían basadas en el poema épico La canción de Hiawatha del poeta estadounidense Henry Wadsworth Longfellow. Pero nunca escribió semejante pieza. También escribió que el scherzo del tercer movimiento le sugería la escena de la fiesta en Hiawatha, donde bailan los indios. A pesar de todo esto se suele considerar que esta composición, como muchas otras de sus obras, tiene más en común con la música popular de su Bohemia natal que con los Estados Unidos. Leonard Bernstein afirmó que la obra era realmente multirracial en sus bases.[cita requerida]

### Estreno y publicación
El estreno de la obra se celebró el 16 de diciembre de 1893 en el Carnegie Hall de Nueva York con la interpretación de la Sociedad Filarmónica de Nueva York dirigida por Anton Seidl. Siguiendo la convención local, el estreno fue precedido por un ensayo general público celebrado en la tarde del 15 de diciembre de 1893. A pesar de la intensa lluvia ese día, desde el mediodía se formó una larga cola de personas ansiosas por conseguir boletos que se extendía hasta Carnegie Hall. El ensayo general se agotó por completo; Dvořák y su familia no asistieron, ya que la etiqueta social requería que no apareciera hasta el estreno. Al parecer, le dio su propio boleto a alguien que deseaba mucho escuchar su nueva obra. La primera interpretación en Europa tuvo lugar en Londres el 21 de junio de 1894. Para audiencias checas se interpretó por primera vez en Karlovy Vary el 20 de julio de 1894 y el estreno en Praga se llevó a cabo el 13 de octubre de 1894, dirigido por el propio compositor en el Teatro Nacional.
La primera publicación fue llevada a cabo en 1894 por la editorial N. Simrock en Berlín. Se publicó como Sinfonía n.º 5, que es el número que le correspondía en la primera clasificación las obras de este compositor, en la que no se incluían las cuatro primeras sinfonías.

## Instrumentación
La partitura está escrita para una orquesta formada por:
- Viento madera: 1 flautín, 2 flautas, 2 oboes, 1 corno inglés, 2 clarinetes en la, 2 fagotes.
- Viento metal: 4 trompas en mi y do, 2 trompetas en mi, 3 trombones (dos tenores y uno bajo), 1 tuba.
- Percusión: timbales, platillos, triángulo.
- Cuerda: una sección de cuerdas con violines I y II, violas, violonchelos y contrabajos.

La aparición del flautín en esta sinfonía es inusual, ya que sólo actúa brevemente en el movimiento inicial. Por su parte, el corno inglés aparece en el famoso solo del segundo movimiento. La tuba sólo se anota en el segundo movimiento. Según el libro de partituras completo publicado por Dover, el trombón bajo y la tuba está indicado en algunos compases del segundo movimiento; el trombón bajo se utiliza con los otros dos trombones en los movimientos I, II y IV. En cuanto a la percusión, los platillos aparecen únicamente en el Finale mientras que el triángulo lo hace en el tercero.

## Estructura y análisis musical
La sinfonía consta de cuatro movimientos:
- I. Adagio 4
8 – Allegro molto, en mi menor 2
4
- II. Largo, en re bemol mayor – do sostenido menor 4
4
- III. Scherzo. Molto vivace – Poco sostenuto, en mi menor 3
4
- IV. Allegro con fuoco, en mi menor – mi mayor 4
4

La interpretación de la obra dura aproximadamente 40 minutos. El marco de cuatro movimientos está construido con infalible habilidad arquitectónica y la unidad de forma y contenido es impecable. Destaca su notable lirismo, conciso tratamiento temático, ritmos sorprendentes, pureza de expresión, temperamento elemental y el equilibrio de todas estas cualidades. Un rasgo característico es la frecuente reminiscencia de temas de movimientos anteriores en puntos cruciales de cada movimiento posterior, principio que da a la sinfonía su expresión homogénea. El compositor había utilizado este enfoque muchas veces en el pasado, pero nunca con tanta coherencia y deliberación.
La fuente de inspiración musical más prominente proviene de las canciones afroamericanas. El compositor las escuchó en sus primeros meses en Nueva York, por un lado gracias al cantante afroamericano Harry Burleigh, con quien se había reunido muchas veces antes de embarcarse en la sinfonía, y probablemente también a través de otras fuentes. Dvořák vio la perspectiva de establecer una escuela nacional de música estadounidense, sobre todo, en las lecciones aprendidas de ejemplos europeos donde, durante el siglo XIX la música folclórica había proporcionado a menudo fuentes de inspiración, incluso en el caso de las composiciones más serias. El maestro checo contempló las raíces de la música folclórica estadounidense que debía entenderse como la base de las obras de los compositores locales, principalmente de los espirituales negros que habían surgido en suelo estadounidense. Se inspiró en gran medida en las singularidades características de estas canciones, en particular, su uso de escalas pentatónicas y ritmos sincopados.

### I.Adagio – Allegro molto
El primer movimiento, Adagio – Allegro molto, está escrito en la tonalidad de mi menor, en compás de 4/8 que luego pasa a 2/4 y sigue la forma sonata. Se abre con una introducción lenta, marcada Adagio, en compás de 4/8 que pasa al movimiento propiamente dicho, marcado Allegro molto, en 2/4. La introducción anticipa el tema principal del movimiento y establece una idea que podría describirse como una especie de leitmotiv del período americano de Dvořák. Su esquema melódico reaparecerá en el tema del tercer movimiento de su Quinteto de cuerda n.º 3 y en su Humoresque n.° 1. Según las instrucciones del compositor, toda la introducción debería “alargarse, en la medida de lo posible”, lo cual no siempre se observa en la práctica. En el Allegro molto la exposición se estructura alrededor de tres ideas temáticas principales. El tema principal se distingue por el contraste entre sus frases de llamada y respuesta. La frase llamada es de tipo fanfarria constituye un rasgo definitorio de la sinfonía, ya que aparecerá en puntos clave en todos los movimientos siguientes. El segundo tema afirma el carácter "americano-checo" de la obra y realmente tiene algo "indígena" en su tonalidad menor básica con un ámbito melódico estrecho, séptima disminuida y acompañamiento monótono. En un desarrollo posterior del tema su carácter cambia por completo, pasa a otra tonalidad, con ámbito melódico más amplio y terceras paralelas, que hacen que de repente suene casi como una polca checa. El tema final presenta una equivalencia rítmica con el tema principal, pero un carácter lírico bastante diferente. Se suele destacar su similitud con la melodía del espiritual "Swing Low, Sweet Chariot". Este tema también reaparece en los movimientos subsiguientes. El desarrollo aborda el tema principal y la frase llamada del tema final. Su carácter dramático se refleja en la progresión armónica: la mayor–la menor–fa mayor–fa sostenido menor–mi bemol menor–mi menor–fa menor. La recapitulación es casi una repetición exacta de la exposición, siendo la única diferencia que los temas secundarios y de cierre están transpuestos un semitono ascendente. La impresionante coda con timbales alcanza su clímax con el tema principal elevándose en los metales sobre el tutti orquestal.

### II.Largo
El segundo movimiento, Largo, está en re bemol mayor – do sostenido menor y en compás de 4/4. Comienza con una sucesión armónica de acordes en los vientos: mi mayor–si bemol mayor (acorde de sexta)–mi mayor–re bemol mayor–si doble bemol mayor–sol bemol menor–re bemol mayor. El origen de estos célebres compases introductorios no fue en absoluto sencilla. En los cuadernos de bocetos de Dvořák hay toda una serie de variantes que precedieron a la secuencia definitiva, en la que el acorde inicial de mi mayor enfatiza la continuidad con el cierre del movimiento anterior en mi menor. Para Michael Beckerman, son una especie de representación musical de la fórmula "Érase una vez...". Antonín Sychra señala la conexión con pasajes similares en otras obras del checo: la catarsis en el poema sinfónico La paloma del bosque, el acompañamiento del aria del Water Sprite en Rusalka y en varios puntos de Canciones bíblicas como la n.º 3. El tema principal es una melodía amplia y sencilla interpretada por el corno inglés, enmarcada por cuerdas con sordina. En origen este tema estaba destinado al clarinete pero el compositor lo asignó al corno inglés porque al parecer su timbre le recordaba la voz de Harry Burleigh. Además el tema en sí era más "europeo" que la versión final que intensificó el carácter pentatónico de la melodía. La sección central presenta un pasaje en do sostenido menor cuyo tono melancólico podría sugerir una imagen de las vastas y desoladas praderas americanas, la estilización de un lamento indio y una reflexión sobre la nostalgia. El desconsuelo se refuerza al llegar a una especie de marcha fúnebre sobre pasos regulares en pizzicato de los contrabajos. Le sigue un segmento cuasi-scherzo en do sostenido mayor, cuyo clímax dinámico incorpora varias ideas: el tema del Largo, junto con los temas principal y final del movimiento inicial. Concluye con el suave regreso del tema principal y los acordes introductorios al final.

### III.Scherzo. Molto vivace – Poco sostenuto
El tercer movimiento, Scherzo. Molto vivace – Poco sostenuto, está en mi menor, en compás es 3/4 y sigue una forma ternaria A-B-A. En palabras de Dvořák, esta parte de la sinfonía se asocia con la festividad donde los indios bailan, que él había visto descrita en el poema "Hiawatha" de Longfellow. Todo el carácter de la sección A y su creciente sentido de urgencia a medida que avanza la pieza parecen reflejar el pasaje del poema que describe la danza salvaje del mago Pau-Puk-Keewis del capítulo "El banquete de bodas de Hiawatha". Los ritmos estimulantes en la sección A solo se interrumpen en su parte central, que, en su atmósfera idílica, contrasta tanto que podría considerarse una especie de trío. La sección B, que es el verdadero trío, también está muy alejado de los ritmos salvajes de la parte A. La sensación "americana" de la música parece desvanecerse de repente. Otakar Šourek incluso habla de una melodía de baile similar a una pieza folklórica checa que, en su sección central, se eleva con saltos delicados y trinos delicados, como si las queridas palomas de Dvořák en Vysoká comenzaran su propio concierto de arrullos y murmullos. Tras la repetición de la sección A, llega la coda que con su expresión solemne desafía el tono general de la pieza y representa así una cierta transición conceptual hacia el Finale. La culminación dinámica de la coda de repente da voz a otro recuerdo: el tema de cierre del movimiento inicial.

### IV.Allegro con fuoco
El cuarto y último movimiento, Allegro con fuoco, retoma la tonalidad inicial que luego pasa a mi mayor y el compás es 4/4. El Finale es una forma sonata pero el principio de reminiscencia introduce elementos innovadores en su estructura, especialmente en el uso explícito de temas de los movimientos anteriores. Si bien, el principio de acumular reminiscencias en el Finale sugiere la Sinfonía n.º 9 de Beethoven, la forma en que se aplica aquí no puede describirse como beethoveniana. En la última sinfonía de la clásica vienesa el comienzo del Finale trae alguna especie de recapitulación del material temático de los movimientos anteriores, tras lo cual no hay más instancias de ello. Por su parte, Dvořák expone la sustancia temática de los movimientos anteriores, pero a partir de la sección de desarrollo. El tema principal del Finale, incluso para el maestro checo, es inusualmente elocuente y productivo; además, se expone de inmediato por primera vez con una impresionante instrumentación de metales, prefigurando así el estado de ánimo de toda la pieza. Su impacto llamativo se refuerza aún más con una variante de tríos que sigue, con un acompañamiento rítmico marcadamente acentuado. El segundo tema contrastante gradualmente encuentra su voz en una amplia y lírica cantilena. El tema final y enérgico refuerza nuevamente la impresión inicial del tono de toda la pieza. El desarrollo es prueba de la inagotable imaginación del compositor para crear material temático y su habilidad para seguir introduciendo nuevos enfoques compositivos. Por ejemplo, en un pasaje entrelaza los temas principales de los movimientos segundo, tercero y cuarto. La recapitulación es abreviada en comparación con la exposición, de modo que la majestuosa coda destaca aún más al incorporar todas las ideas clave de la sinfonía, incluidos los acordes iniciales del Largo de manera monumental. Termina en mi mayor en una tercera de Picardía sobre una forma alterada de la cadencia plagal. 

## Recepción de la obra
El estreno fue esperado con un fervor inusual, sobre todo tras alboroto generado por las declaraciones del compositor resaltando la música afroamericana e indígena como la base de una escuela nacional de música estadounidense. La prensa de Nueva York ya había publicado varios artículos sobre la nueva obra por adelantado, incluso presentando ejemplos notados de algunos de los temas. El New York Herald publicó un extenso informe del ensayo general, en el que varios músicos destacados expresaron su opinión sobre la sinfonía. El director Anton Seidl declaró que la sinfonía debería incitar a los músicos jóvenes estadounidenses a trabajar en el lenguaje establecido tan exitosamente por el Dr. Dvořák y que apunta en la dirección de una verdadera escuela nacional de composición musical. El compositor Victor Herbert, cuando se le preguntó si la sinfonía influiría en el futuro de la música en el país, respondió: Sí, si los compositores son el Dr. Dvořák. La primera interpretación resultó ser el punto culminante de la temporada de conciertos y para Dvořák representó el mayor triunfo de su carrera musical. Al final de cada movimiento fue recibido con aplausos atronadores tales que Dvořák se vio obligado a ponerse de pie e inclinarse para saludar. El propio compositor lo describe en una carta enviada a su editor Simrock:

«¡Mi querido amigo Simrock! El éxito de la sinfonía el 15 y 16 de diciembre fue espectacular; los periódicos dicen que ningún compositor ha logrado un triunfo como este. Estaba sentado en un palco, la sala estaba llena de lo mejor de Nueva York, y la gente aplaudió durante tanto tiempo que tuve que expresar mi agradecimiento desde mi palco como un rey (¡no te rías!). Sabes que prefiero evitar ovaciones como esta, ¡pero tuve que hacerlo y hacer una aparición!»

Hay varios relatos detallados del estreno en extensos artículos de periódicos publicados al día siguiente en los principales diarios de Nueva York. También estuvo presente el hijo del compositor, Otakar, que describió la atmósfera de la noche en sus memorias:

«Había tanta demanda de boletos para el estreno de gala de la Sinfonía del Nuevo Mundo que, para satisfacer completamente al público potencial, Carnegie Hall, enorme como es, aún tuvo que aumentar el número de asientos varias veces. Todos los periódicos compitieron entre sí en sus comentarios, reflexionando sobre si la sinfonía de mi padre determinaría el desarrollo posterior de la música estadounidense y, al hacerlo, lograron envolver la obra en una aura de exclusividad, incluso antes de que se llevara a cabo el estreno. Su éxito fue tan inmenso que estaba más allá de la imaginación ordinaria, y seguramente es mérito del público estadounidense el poder apreciar la música de un compositor vivo. Incluso después del primer movimiento, el público estalló inesperadamente en aplausos prolongados. Después del impresionante Largo del segundo movimiento, no permitieron que el concierto continuara hasta que mi padre apareció en el podio para recibir una ovación de un público encantado en medio de la obra. Una vez que la sinfonía había terminado, la gente estaba simplemente extasiada. Mi padre probablemente tuvo que subir al podio con el director Anton Seidl veinte veces para recibir su saludo ante un público eufórico. Estaba muy feliz.»

La prensa alabó el estreno, como se puede ver en la crítica publicada por el New York Herald el 17 de diciembre de 1893:

«Dr. Antonín Dvořák, el famoso compositor bohemio y director del Conservatorio Nacional de Música, dotó al arte estadounidense de una gran obra ayer, cuando su nueva sinfonía en mi menor, 'Del Nuevo Mundo', se tocó en el segundo ensayo filarmónico en el Carnegie Hall. El día fue crucial en la historia musical de América. Fue testigo de la primera interpretación pública de una noble composición. Vio a una gran audiencia de los estadounidenses generalmente tranquilos entusiastas hasta el punto de frenesí por una pieza musical y aplaudiendo como el "italianissimi" más excitable del mundo. La obra fue de proporciones heroicas. Y fue un elenco en la forma de arte que los músicos poetas como Beethoven, Schubert, Schumann, Mendelssohn, Brahms y muchos otros "gloriosos de la tierra" se ha enriquecido con las supervisiones más preciosas de su imaginación musical. Y esta nueva sinfonía del Dr. Antonín Dvořák es digna de clasificarse con las mejores creaciones de esos músicos que acabo de mencionar.»
—New York Herald, 17 de diciembre de 1893.

En la misma línea se sitúa la crítica de The New York Times el 17 de diciembre de 1893:

«En primer lugar, el Dr. Dvořák ha demostrado su minuciosa maestría en la escritura sinfónica al evitar la trampa que invariablemente ha atrapado al compositor estadounidense. No ha hecho ningún uso, excepto en un caso, de melodías existentes. Lo que ha hecho es empaparse con el espíritu de la música negra y luego inventar sus propios temas. Se ha convertido por completo en el maestro de las peculiaridades melódicas, rítmicas y armónicas fundamentales de las melodías negras. Ha tenido la habilidad musical para predecir la esencia de estas melodías. [...] Para resumir, las melodías fundamentales de la sinfonía son hermosas, así como llenas de carácter; El desarrollo es claro y lógico, y la sinfonía, en su conjunto, es simétrica, poderosa e intensamente interesante. Estamos inclinados a considerarlo lo mejor de las producciones del Dr. Dvořák en este género, lo que es equivalente a decir que es una gran sinfonía y debe ocupar su lugar entre las mejores obras de esta forma producidas desde la muerte de Beethoven. [...] Los estadounidenses debemos agradecer y honrar al maestro bohemio que nos ha mostrado cómo construir nuestra Escuela Nacional de Música.»
—The New York Times, 17 de diciembre de 1893.

El éxito de la sinfonía fue inmediato y duradero. Cuando se publicó la sinfonía, pronto se convirtió en una parte establecida del repertorio de orquestas sinfónicas y directores en Europa, América y Australia. Según Clapham, la sinfonía pronto se convirtió en una de las más populares de todos los tiempos y, en aquel momento, cuando las obras más importantes del compositor estaban siendo muy bien recibidas por muchos países, la sinfonía alcanzó el resto del mundo musical convirtiéndose en un favorito universal.

## En la cultura popular
Esta obra ha servido de inspiración a artistas musicales de diversos géneros para crear sus propias versiones. El tema principal del Largo se hizo tan popular que dio lugar a toda una serie de arreglos instrumentales y vocales. Tanto las adaptaciones como las interpretaciones de la pieza original han sido incluidas en multitud de bandas sonoras de películas, programas de televisión, videojuegos, etc.

### Adaptaciones
- 1902 – El quinto movimiento V. Allegro Molto Vivace de la Sinfonía n.º 2 del compositor estadounidense Charles Ives contiene fragmentos inspirados en el movimiento inicial.[9]
- 1922 – "Goin’ Home", canción similar un espiritual de Harry Burleigh y del letrista William Arms Fisher que adapta el tema del Largo. Dvořák llegó a conocer a ambos en su estancia en Estados Unidos.[10] Fisher, que era antiguo alumno de Dvořák, comentó sobre su arreglo vocal:[1]

«Como músico, tiendo a mirar con sospecha cualquier arreglo basado en la obra de los grandes compositores. Un día, en el verano de 1922, cuando alguien me puso frente a mí el Largo en un arreglo para piano, lo toqué solo por viejos tiempos. Sin embargo, mientras tocaba, escuché en mi mente palabras que venían sin ser invitadas: 'Goin' home - I'm goin' home'. Las escribí y llevé mi idea a casa. Obedeciendo mi impulso interno, la desarrollé en consecuencia.»

- 1967 – "America", tema del disco The Thoughts of Emerlist Davjack de la banda inglesa de rock progresivo The Nice en el que se oye un fragmento del Finale en el minuto 1:35.[11]
- 1968 – "Initials B.B.", tema del álbum homónimo de Serge Gainsbourg en que se oye el tema principal del Allegro molto a partir del minuto 0:27.[9]
- 1975 – "Main Title (Theme From Jaws)", tema de la banda sonora de la película Tiburón compuesta por John Williams en el que se aprecia una inspiración directa en el inicio del Finale.[11]
- 1988 – "By the Gates of Moria", tema del disco Battalions of Fear del grupo alemán de power metal Blind Guardian en el que se puede escuchar una versión del tema principal del Finale a partir del minuto 1:52.[11]
- 1996 – "Guds Fortapelse - Åpenbaring Av Dommedag", pista del disco Stormblåst de la banda noruega de black metal sinfónico Dimmu Borgir que contiene una intro con una cita al inicio del Allegro molto.[9]
- 1996 – " Kontakte", tema del álbum Liberation del proyecto de música electrónica Les Rythmes Digitales usa el inicio del Largo como base.[12]
- 1998 – "D Contract", canción del disco Seconde Formule de la banda francesa de hip hop Hocus Pocus que incluye dos fragmentos del movimiento inicial como base.[9]
- 2001 – "Coming 2 America", tema del disco Word of Mouf del rapero estadounidense Ludacris que usa como base el tema principal del Finale.[11]
- 2001 – "The Wizard's Last Rhymes", tema del disco Rain of a Thousand Flames del grupo italiano de power metal Rhapsody of Fire inspirado en el Finale.[11]
- 2002 – "Same Old Thing", tema del álbum Original Pirate Material del grupo inglés de hip hop alternativo The Streets que se inspira en el primer movimiento.[9]
- 2020 – "Polvo", canción del artista argentino Ca7riel que usa el inicio del Largo como base.[12]

### Inclusión en bandas sonoras
- 1994 – Gokujō Parodius, videojuego en el que se escucha esta sinfonía.
- 1995 – Underground, película dirigida por Emir Kusturica cuya banda sonora incluye esta obra.
- 2005 – Los 4 Fantásticos, film dirigido por Tim Story que incluye esta pieza.
- 2005 – Little Einsteins, serie de animación en la que se escuchan varios movimientos de la sinfonía. El episodio 1x01 "Anillo Alrededor del Planeta" incluye los movimientos I, II y IV; el episodio 1x16 "Cómo nos convertimos en los Little Einsteins, la verdadera historia" también se incluye esta obra.
- 2006 – Taneyamagahara no Yoru (La noche de Taneyamagahara), corto de anime del Studio Ghibli en que se usa la sinfonía.[13]
- 2018 – Catherine: Full Body, videojuego en el que se incluye el Adagio.

- 2021 – "Engineered to light the way", anuncio publicitario de la marca de automóviles DS 4 en que suena la adaptación del primer movimiento hecha por Serge Gainsbourg en "Initials B.B.".[14]

### Otros
- 2002 – One Piece (ワンピース Wan Pīsu), adaptación al anime del manga escrito e ilustrado por Eiichirō Oda.
- 2008 – Shin Sekai Yori (Del Nuevo Mundo), novela japonesa de Yusuke Kishi que toma su nombre de la sinfonía.
- 2024 – Lexington & Concord, videojuego que usa como música ambiental la IV. Allegro con fuoco, durante la batalla final en el mapa de la Invasión de Baltimore.[15][16]

## Discografía selecta
- 1919-22 – Landon Ronald, Orquesta del Royal Albert Hall (HMV) grabación acústica con cortes.
- 1959 – Ferenc Fricsay, Orquesta Filarmónica de Berlín (DG).
- 1961 – Karel Ančerl, Orquesta Filarmónica Checa (Supraphon).
- 1962 – Leonard Bernstein, Orquesta Filarmónica de Nueva York (Sony).
- 1964 – Herbert von Karajan, Orquesta Filarmónica de Berlín (DG).
- 1972 – Rafael Kubelík, Orquesta Filarmónica de Berlín (DG).
- 1979 – Kiril Kondrashin, Orquesta Filarmónica de Viena (Decca).
- 1982 – Zdeněk Mácal, Orquesta Filarmónica de Londres (EMI).
- 1982 – Lorin Maazel, Orquesta Filarmónica de Viena (DG).
- 1983 – Georg Solti, Orquesta Sinfónica de Chicago (Decca).
- 1984 – Christoph von Dohnányi, Orquesta de Cleveland (Decca).
- 1985 – Herbert von Karajan, Orquesta Filarmónica de Viena (DG).
- 1985 – Neville Marriner, Orquesta de Minnesota (Philips).
- 1999 – Colin Davis, Orquesta Sinfónica de Londres (LSO Live).
- 1999 – Nikolaus Harnoncourt, Orquesta Real del Concertgebouw (Teldec).
- 2007 – Marin Alsop, Orquesta Sinfónica de Baltimore (Naxos).
- 2010 – Andris Nelsons, Orquesta Sinfónica de la Radio de Baviera (BR Klassik).
- 2011 – Michel Tabachnik, Orquesta Filarmónica de Bruselas (Bruss. Philh. Recordings).
- 2013 – Jiří Bělohlávek, Orquesta Filarmónica Checa (Decca).